# Sqay
Lo Sqay è un'arte marziale indiana originaria del Kashmir che prevede il combattimento con spada e scudo.

## Storia
Nazir Ahmad Mir, un gran maestro di sqay, ha svolto un ruolo significativo nel far rivivere la popolarità dell'arte marziale ha iniziato a promuovere lo sqay dagli anni '80 in poi in Kashmir e ha tenuto dimostrazioni internazionali in vari paesi. Alla fine ha fondato un'organizzazione che ha contribuito a promuovere lo Sqay a livello globale.
Nel 2023, il Chinar Corps dell'Esercito indiano ha organizzato una sessione di Sqay per le ragazze del distretto di Shopian del Kashmir. Lo Sqay è stato uno dei 43 sport inclusi nei Giochi Nazionali dell'India 2023.
I tipi di competizione comprendono sparring, rottura, e forme o khawankay. I praticanti eseguono lo sparring con spade finte chiamate tora che sono abbinate ad uno scudo. Lo sparring si basa su punti che vengono attribuiti per colpi riusciti portati con la tora o con il piede.